# Imaginárium břidlice
Imaginárium břidlice je malé hornické a geologické muzeum v jedné místnosti objektu rekreačního střediska Bílá Holubice v Mokřinkách ve vesnici Moravice v okrese Opava v Moravskoslezském kraji. Nachází se také na levém břehu řeky Moravice v pohoří Vítkovská vrchovina v Horním Slezsku v Přírodním parku Moravice.

## Historie a popis
Muzeum, které bylo znovu otevřeno 14. května 2022, je zaměřeno na historií dobývání břidlice v lokalitě Zálužné (důl Petr) u Vítkova. Samoobslužné imaginárium nabízí netradiční expozici prostřednictvím velkoplošných fotografií, videí, důlních zvuků a dobových exponátů z břidličných dolů. Zaměření je také na zpracování břidlice, pokrývačské břidlice, život horníků atp. Provozovatel imaginária je spolek Jezerní důl z. s.

## Další informace
Vstup do imaginária je zpoplatněn. Nachází se na trase naučné stezky Dědictví břidlice.

## Galerie

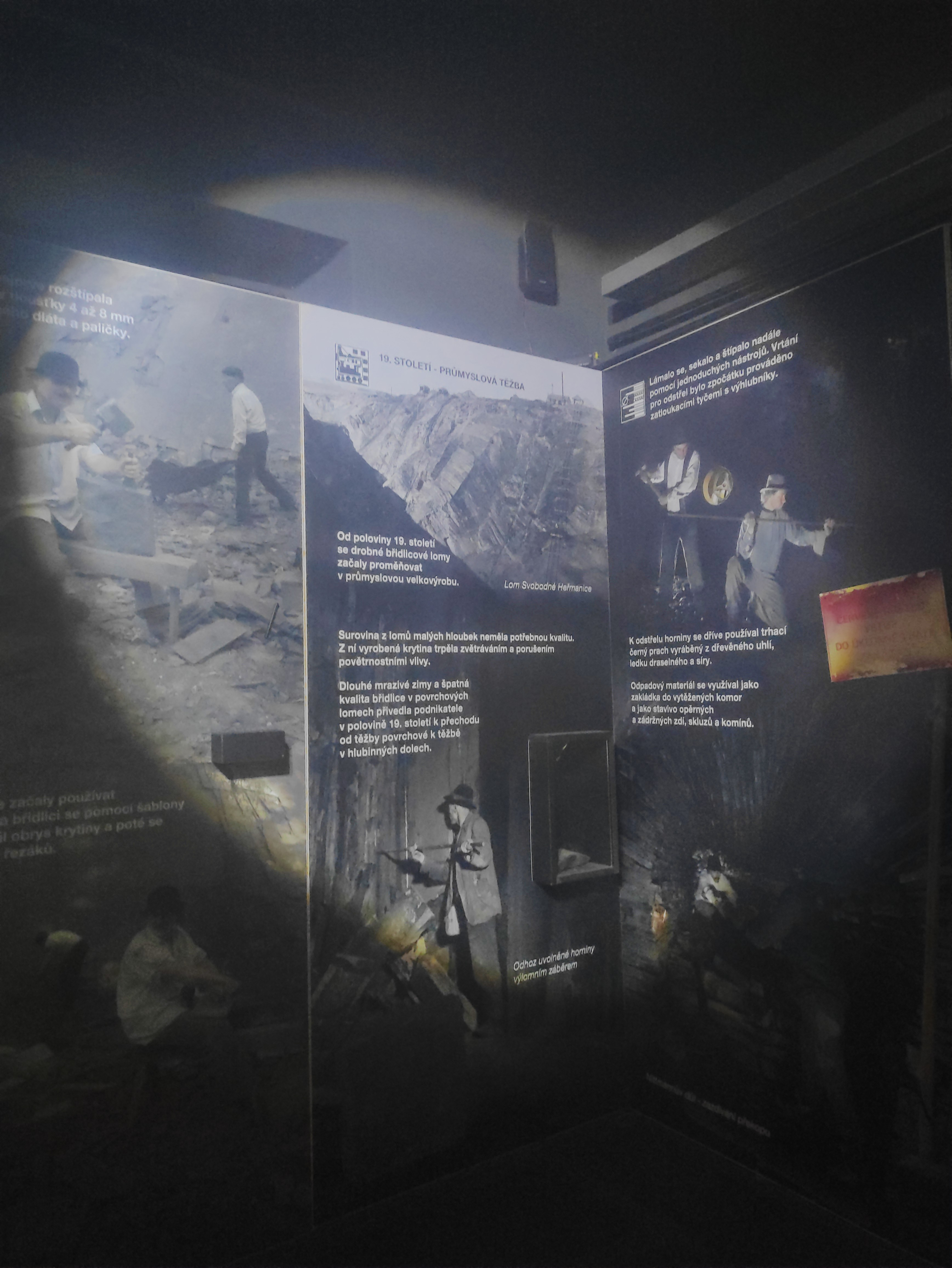
Interiér muzea
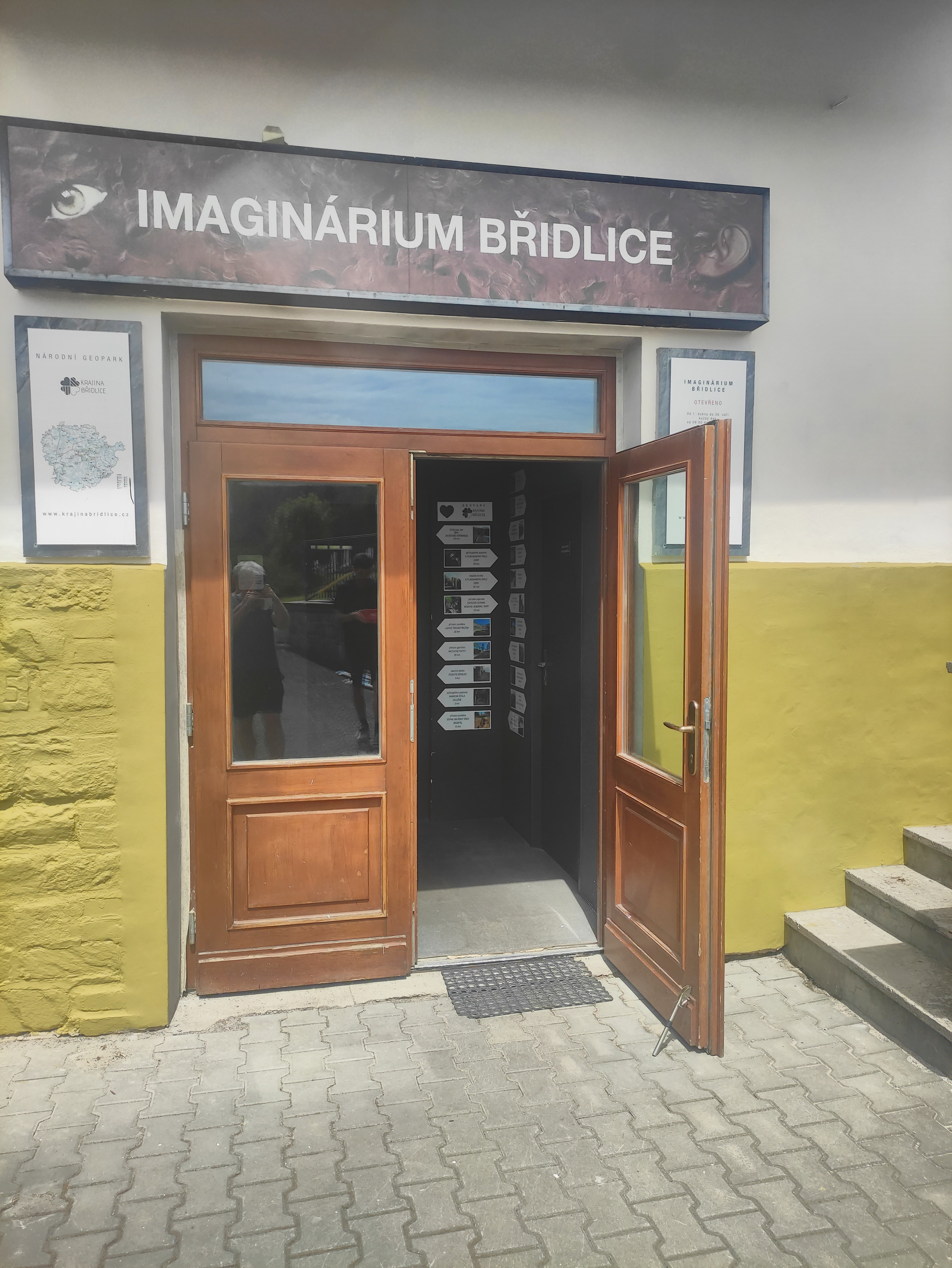
Vchod do muzea